# Túy quyền II
Túy quyền II (tựa tiếng Hoa: 醉拳二; tựa tiếng Anh: Drunken Master II) là một bộ phim Hồng Kông của đạo diễn Lưu Gia Lương, công chiếu lần đầu năm 1994. Đây là một phim võ thuật pha chút hài hước với nhân vật chính là Hoàng Phi Hồng thời trẻ do Thành Long thủ vai, đây được coi là phần tiếp theo của bộ phim Túy quyền (醉拳, 1978) của đạo diễn Viên Hòa Bình trong đó Thành Long cũng thủ vai chính Hoàng Phi Hồng.
Túy quyền II là bộ phim võ thuật kiểu truyền thống đầu tiên của Thành Long kể từ Suất đệ xuất mã (帥弟出馬, 1980) và Long thiếu gia (龍少爺, 1982). Đây cũng là bộ phim đầu tiên Lưu Gia Lương đạo diễn sau một thời gian dài. Túy quyền II sau khi công chiếu đã đạt được thành công lớn về doanh thu cũng như được đánh giá cao về các pha võ thuật đặc sắc.

## Nội dung
Trong một chuyến tàu về quê, Hoàng Phi Hồng tình cờ cầm nhầm hộp hành lý của Phúc Dân Kỳ trong đó có một chiếc ấn ngọc Trung Quốc mà đại sứ Anh Quốc định bí mật chuyển về nước. Vụ việc khiến Hoàng Phi Hồng trở thành mục tiêu tìm kiếm của cả Phúc Dân Kỳ và thuộc hạ của đại sứ Anh. Tại Quảng Châu, Phúc Dân Kỳ trong lúc bảo vệ chiếc ấn ngọc đã bị thuộc hạ của đại sứ Anh bắn chết, còn Hoàng Phi Hồng lại không thể trả thù vì đã thề với ông Hoàng Kỳ Anh là sẽ không sử dụng lại túy quyền sau vụ tai tiếng vì uống rượu quá say mà bị kẻ thù lột hết quần áo treo lên cổng chợ. Nhưng rồi A Xán cũng thuyết phục được Hoàng Phi Hồng trả thù cho Phúc Dân Kỳ và giành lại báu vật nước nhà từ tay đại sứ Anh.
Phi Hồng và ông Phúc Dân Kỳ đang ngồi trong quán ăn. Ông Phúc giải thích rằng cổ vật mà ông muốn lấy cắp trên xe lửa chính là chiếc ấn ngọc của Hoàng đế Trung Hoa. Ông Phúc kể về việc người nước ngoài đang ăn trộm cổ vật Trung Quốc và nhờ Phi Hồng giúp đỡ ngăn chặn việc này, Phi Hồng đồng ý. Lát sau, một băng đảng giang hồ (được đại sứ Anh thuê) tràn vào quán ăn để giết hai người. Sau một cuộc giao chiến, cả hai đã bỏ chạy. Bọn thuộc hạ đại sứ Anh bắn chết ông Phúc ngay trong con hẻm, chúng lấy được chiếc ấn ngọc.
Đêm đó Phi Hồng và A Xán đột nhập vào lãnh sự quán để lấy lại ấn ngọc, nhưng bị bắt giữ. Cả hai bị giam vào ngục và bị đánh đập. Đại sứ Anh chấp nhận thả cả hai ra nếu ông Hoàng Kỳ Anh đồng ý bán cho hắn mảnh đất (nơi có tiệm thuốc Bảo Chi Lâm và võ đường của A Xán). Hoàng Kỳ Anh miễn cưỡng đồng ý, Phi Hồng và A Xán được thả ra. Đại sứ Anh ra lệnh đóng cửa nhà máy làm thép và toàn bộ sản phẩm thép phải được chuyển đến Hồng Kông. Hỏa Sinh và một công nhân khác lẻn vào bên trong nhà máy, phát hiện ra trong mấy cái thùng có chứa cổ vật Trung Quốc. Tên thuộc hạ lực lưỡng đã phát hiện hai người, nhưng Hỏa Sinh chạy thoát được. Hỏa Sinh báo cho gia đình Phi Hồng biết việc này.
Nhóm của Phi Hồng đến chỗ nhà máy đúng lúc các công nhân đang biểu tình. Cuộc biểu tình trở thành bạo động chống lại phe lãnh sự quán Anh. Vào bên trong nhà máy, Phi Hồng đánh gục từng tên thuộc hạ đến khi đối đầu với Henry và John. Phi Hồng dễ dàng đánh bại Henry, nhưng John là kẻ vô cùng nhanh nhẹn và có mấy cú đá ghê gớm. Henry và John định giết Phi Hồng, nhưng anh sử dụng chất cồn làm Henry bốc cháy, rồi anh uống nó. Thân thể Phi Hồng trở nên cứng cáp hơn, anh sử dụng túy quyền tấn công John dữ dội, cuối cùng đánh bại được hắn.
Sau này gia đình Hoàng Kỳ Anh được nhà nước khen thưởng do có công ngăn chặn tội ác của đại sứ Anh. Họ được trao tặng một số tiền, và họ có lại mảnh đất.

## Diễn viên
- Thành Long trong vai Hoàng Phi Hồng - một thanh niên tinh thông võ nghệ nhưng hành động đôi khi còn nông nổi.
- Địch Long trong vai Hoàng Kỳ Anh - cha của Hoàng Phi Hồng và là võ sư nổi tiếng của phái Hồng gia quyền.
- Mai Diễm Phương trong vai Linh - vợ thứ của Hoàng Kỳ Anh, mẹ kế của Hoàng Phi Hồng.
- Lưu Gia Lương trong vai Phúc Dân Kỳ - một võ sư đang cố gắng giữ lại các bảo vật của Trung Quốc không để người Anh mang ra nước ngoài.
- Huỳnh Nhật Hoa trong vai A Xán - đệ tử truyền nhân phái Thái Lý Phật quyền.
- Lư Huệ Quang trong vai John - đối thủ nguy hiểm nhất của Hoàng Phi Hồng.
- Ho-Sung Pak trong vai Henry - thuộc hạ của đại sứ Anh.
- Tiền Gia Lạc trong vai Hỏa Sinh - một người bạn của Phi Hồng và A Xán.
- Hà Vĩnh Phương trong vai A Phương - cô gái được A Xán theo đuổi nhưng lại chỉ thích theo Hoàng Phi Hồng tập võ.
- Lưu Đức Hoa trong vai Trương Học Lương - cán bộ cao cấp của Quốc dân đảng Trung Quốc.
- Đổng Phiêu trong vai Vị Tướng quân trao giải thưởng cho Hoàng Kỳ Anh.

## Sản xuất và đánh giá
Túy quyền II là một bộ phim của hãng Gia Hòa, tuy nhiên nó lại được giao cho Lưu Gia Lương, một đạo diễn và chỉ đạo võ thuật gạo cội ở Hồng Kông xuất thân từ hãng Thiệu Thị, làm đạo diễn. Địch Long, một diễn viên cũng thành danh từ hãng Thiệu Thị cũng được mời giữ một vai quan trọng.
Lưu đồng thời cũng là một võ sư Hồng Gia quyền lừng danh, vì vậy ông cũng kiêm luôn vai trò chỉ đạo võ thuật của phim, hợp tác với Thành Long và nhóm Thành Gia Ban của anh trong các phân cảnh hành động. Vai đối thủ nguy hiểm nhất của Hoàng Phi Hồng trong phim được giao cho Lư Huệ Quang, một thành viên của nhóm Thành Gia Ban, một cao thủ Taekwondo đồng thời cũng là một nhà vô địch về võ tự do. Tuy nhiên, trong quá trình quay phim, giữa Lưu và Thành Long đã có sự xung đột về phong cách chiến đấu, khi mà Lưu muốn đưa nhiều phân cảnh giao đấu võ thuật truyền thống hơn là phong cách hiện đại thời thượng. Xung đột gay gắt đến mức dẫn đến phân cảnh nhân vật của Lưu "chết" trong phim và các phân cảnh giao đấu sau đó do Thành Long đảm nhận chỉ đạo. Tuy vậy, phần hành động của phim sau đó đã được trao Giải thưởng Điện ảnh Hồng Kông cho "Chỉ đạo hành động xuất sắc nhất", đặc biệt với 2 phân cảnh giao đấu giữa Lưu Gia Lương và Thành Long ở đầu phim và giữa Lư Huệ Quang và Thành Long ở cuối phim được xem là những phân cảnh giao đấu kinh điển của điện ảnh Hongkong.
Sau khi công chiếu, Túy quyền II đã thành công lớn về thương mại, bộ phim thu về tới hơn 40 triệu đôla Hồng Kông.

## Giải thưởng
- Giải thưởng Điện ảnh Hồng Kông 1995
  - Đoạt giải: Chỉ đạo hành động xuất sắc nhất (Lưu Gia Lương, Thành Gia Ban)
  - Đề cử: Dựng phim xuất sắc nhất (Trương Diệu Tông)
- Giải Kim Mã 1994
  - Đoạt giải: Đạo diễn võ thuật xuất sắc nhất (Lưu Gia Lương, Thành Gia Ban)
- Liên hoan phim quốc tế Fantasia 1997
  - Đoạt giải: Phim châu Á hay nhất (Thành Long, Lưu Gia Lương)